# アンラッキー・モンキー
『アンラッキー・モンキー』は、1998年製作の日本映画。SABU監督の作品。主演は堤真一。

## キャスト
- 山崎 - 堤真一
- 釜田 - 清水宏
- 松田 - 山本亨
- 金田 - 鈴木一功
- 吉田美紀 - 吉野公佳
- 新田 - 寺島進
- ラーメン屋・町内会長 - 六平直政
- スナックのママ 純子 - 根岸季衣
- バーテン - 堀部圭亮
- バーの店員 - ダイアモンド☆ユカイ
- 西田 - SABU
- 宮田 - 田口トモロヲ
- 立花 - 大杉漣
- 津田寛治

## スタッフ
- 監督・脚本・原案 - SABU
- 製作 - 斎藤健志
- プロデューサー - 佐谷秀美、本田慶充、大橋正人
- 撮影 - 栗山修司
- 美術 - 大庭勇人
- 音楽 - 岡本大介
- 録音 - 山方清
- 照明 - 鳥越正夫
- 編集 - 宮田三清
- ラインプロデューサー - 長崎新治
- 助監督 - 井原眞治
- 製作 - 松竹、衛星劇場、SUPLEX INC.